# Geum japonicum
Geum japonicum är en rosväxtart som beskrevs av Carl Peter Thunberg. Geum japonicum ingår i släktet nejlikrotsläktet, och familjen rosväxter.

## Underarter
Arten delas in i följande underarter:
- G. j. iyoanum
- G. j. chinense